# Милитаризация караимской истории
Милитаризация караимской истории — представление караимского населения Восточной Европы в роли тюркского народа воинов. Занимает значительное место в национальной идентичности современных караимов, что отражено в национальной символике, включающей сэнэк («двурогое копьё») и калкан (щит).

## История
В 1857 году польский поэт-романтик В. Сырокомля впервые упомянул караимских воинов в краеведческих очерках «Путешествия по Литве».
В 1911 году появляется первая публикация на эту тему в караимских источниках — русскоязычная «Караимская жизнь» в статье «Письмо из Галиции» повествует о сотне караимских семей, переданных крымскими татарами принцу Даниилу Галицкому для службы в его военном флоте.
Формирование традиции было активно продолжено в межвоенной Польше и Литве.
Значительную роль в распространении этой традиции в СССР сыграл С. Шапшал, занимавший в послевоенные годы пост научного сотрудника Института истории Литовской Академии Наук.

## Основные мифологемы

### Национальная символика

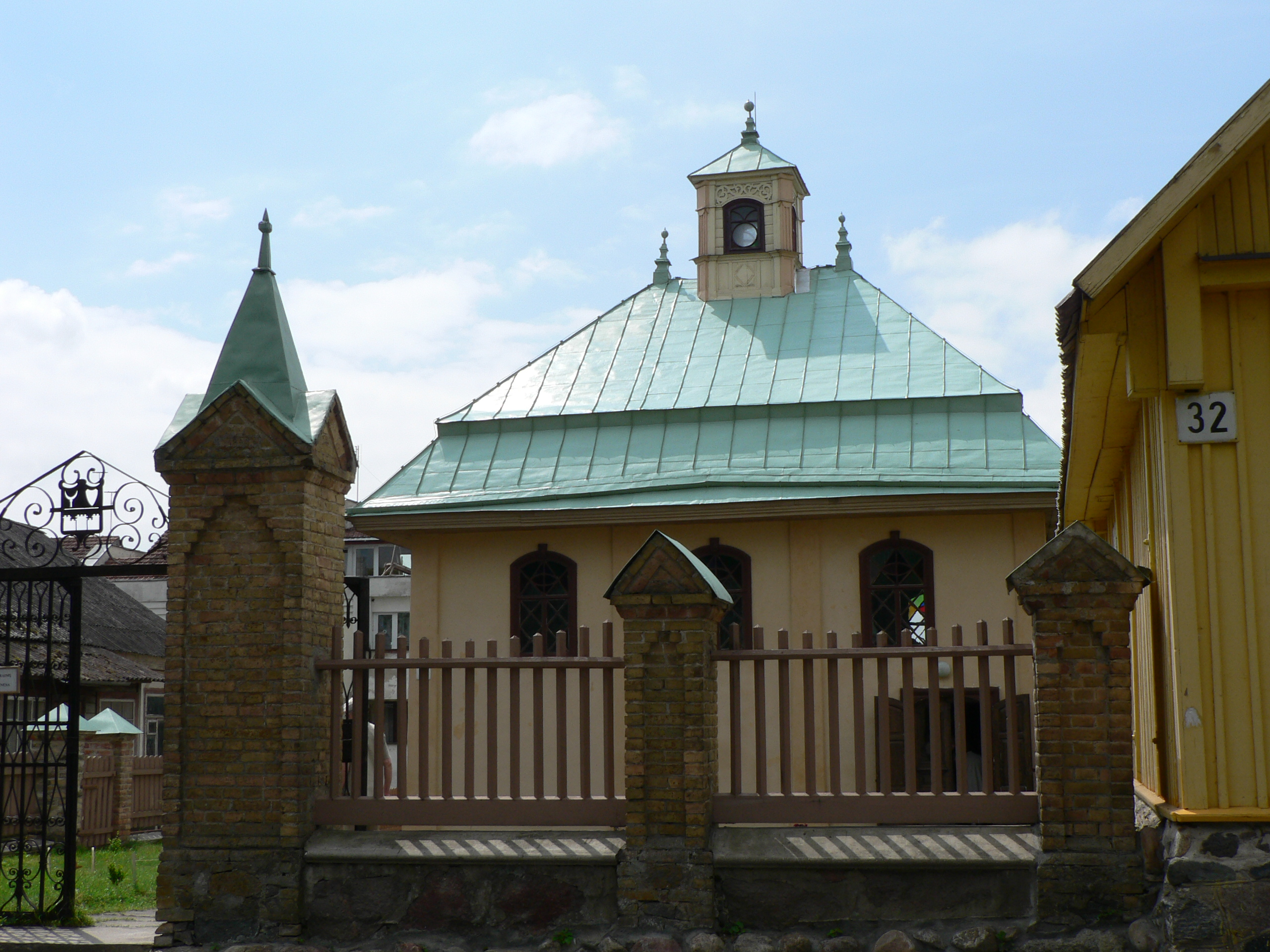
Сэнэк и калкан на воротах Тракайской кенассы

Знаки на мраморной плите над воротами восточной башни Биюк-капу города-крепости Чуфут-Кале («сердце и вилы») обозначают двурогое копьё и щит (сенек и калкан) и являются древними караимскими символами. Они помещены на официальную караимскую печать, ворота кенассы в Тракае и шпиль кенассы в Вильнюсе.
Традиция введена последним гахамом Сергеем Марковичем Шапшалом (1873—1961) в рамках его доктрины деиудаизации караимизма.
По мнению ряда крымских историков, эти знаки являются не караимскими, а татарскими.

### Караимские воины на службеВеликого княжества Литовского

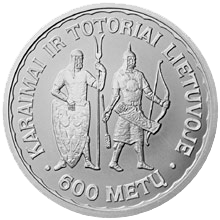
Юбилейная монета 50 литов в честь 600-летия поселения татар и караимов в Литве

Общепризнанным фактом является служба пришельцев из Золотой Орды в вооружённых силах Великого Княжества Литовского.
На протяжении веков военная служба являлась основным занятием польско-литовских татар.
Первые татары пришли в Великое княжество Литовское из Золотой Орды вместе с бежавшим в Литву ханом Тохтамышем.
Татары составляли значительную часть конных войск Великого княжества Литовского (см. Грюнвальдская битва).
Отсутствие мусульманских женщин вынудило смешанные браки, способствовавшие быстрой языковой и религиозной ассимиляции.
С другой стороны, не существует никаких исторических документов о военной службе других тюркоязычных пришельцев — караимов.
Более того, согласно историческим документам, ещё со времён князя Витовта караимы были освобождены от воинской повинности. Караимы, занимаясь ростовщичеством, арендой, мелким ремеслом, торговлей и соблюдая традиции отцов, в отличие от татар, сохранили свой язык и обычаи.
В 1857 году польский поэт-романтик В. Сырокомля в краеведческих очерках «Путешествия по Литве» (1857) впервые упоминает караимских воинов, красочно описывая караимских рыцарей, сражавшихся на стороне татар против Витовта, пленённых и привезённых в Литву, чтобы охранять Тракайский замок, ссылаясь при этом на известного караимского борца за равноправие караимов А. Фирковича.
Фиркович, пытавшийся убедить русские власти, что освобождение от воинской повинности, данное литовскими князьями караимам, вытекало из религиозного запрета носить оружие, утверждал впоследствии (1861 год) в ответ на критику еврейских и польских историков, что Сырокомля его не понял.
В 1930-е годы виленский химик и любитель истории караимского происхождения Симон Шишман в ряде публикаций утверждал, что не татары, а караимы были поселены в крепостях вдоль границ Литвы для защиты литовской границы от немцев, и им была доверена и защита въезда на мост, ведущий в Тракайский замок. Ссылаясь на Сырокомлю, он также утверждал, что караимы составляли личную охрану Витовта. В 1952 году, возвращаясь к теме караимских воинов, без ссылок на какие-либо источники, Шишман приписал Густаву Перингеру утверждение, что численность караимов мала, потому что у них заведено уходить на войну в очень раннем возрасте.
По мнению Шишмана, татары были угнетёнными пленниками, насильственно обращаемыми в христианство, в отличие от свободных привилегированных караимских переселенцев, которым разрешалось соблюдать свои традиции.
Несмотря на почти полное отсутствие источников, теории Шишмана были переняты Г. В. Вернадским, включая сделанную Шишманом замену слова «еврей» на слово «караим» в привилегиях, данных евреям в Великом княжестве Литовском, как доказательство привилегированного положения караимских воинов.
Частью экспозиции созданного Шапшалом в Троках караимского музея стало и восточное оружие, представленное им в качестве караимского.

### Великий караимский князь Эльягу Узун
Впервые упоминается в переводах на русский язык книги Авраама Фирковича «Авне Зиккарон», изданной в 1872 году в Вильне (оригинальный текст Фирковича рассказывает о богатом и влиятельном человеке раби Элиягу, проявившем самоотверженность во время неизвестной историкам генуэзской осады «Скалы Иудеев» в 1261 году).
Современные караимские авторы на основании этой мифологемы утверждают, что небольшое княжество с центром в Кырк-Ере, существовавшее в XIII—XIV вв. в вассальной зависимости от правителей Крымского юрта Золотой Орды, было караимским.

### Караимскийпереяславский полковникВойска ЗапорожскогоИльяш Караимович
В 1914 году Шапшал впервые упомянул о том, что казацкий полковник Ильяш Караимович был караимом из Чуфут-Кале, потомком князя Элиягу. В межвоенной Польше и Литве формирование традиции было продолжено караимскими авторами.
В 1955 году Шапшал, получивший должность научного сотрудника Института истории Литовской Академии Наук, публикует статью в ведущем советском академическом журнале «Вопросы истории», в которой сообщает о найденной им рукописной записи внутри древнего караимского молитвенника, подтверждающей караимское происхождение Ильяша Караимовича. В 2009 году специалист по крымской иудаике Михаил Кизилов исследовал архивы Шапшала, однако оригинал документа обнаружить ему не удалось. Вместо этого он обнаружил в черновиках Шапшала несколько версий текста этого документа, не подтверждаемого более ранними источниками. В этой связи он назвал документ «довольно очевидной фальшивкой».

## Распространение

### СССР
Караимское происхождение Ильяша Караимовича отмечается в книге В. Замлинского «Богдан Хмельницкий» из серии «Жизнь замечательных людей».

### Россия
В 2009 году московская группа «Корни озёр» написала песню «Караимская Кровь» о караимских защитниках пещерных городов Kрыма.

### Крым
В постсоветском Крыму вышел ряд произведений караимских авторов, упоминающих древних караимских воинов.
Вместе с тем многие крымские историки относятся как к тюркской теории вообще, так и к караимской военной истории в частности скептически.
Так, по мнению генерального директора Крымского краеведческого музея Андрея Мальгина:
Караимская община в Чуфут-Кале была торговой. Её члены занимались ремеслом и торговлей. Они обеспечивали благосостояние ханского двора. В основном именно их облагали налогами ханские чиновники. Не случайно они жили в столице, в то время как основное население Крымского ханства было кочевниками. И, конечно, говорить о том, что караимы занимались какой-то военной службой и несли те функции, которые им сейчас приписывают, просто нереально.

### Литва

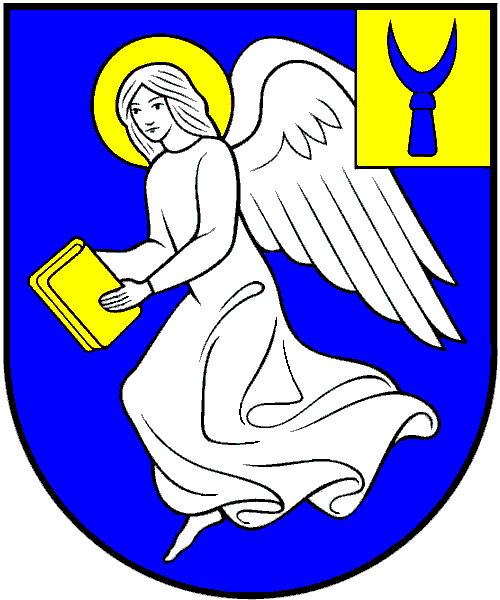
Сэнэк в качестве караимского символа на гербе литовского местечка Науяместис (2009).

Особенно широкое распространение версия о караимских воинах получила в Литве. Караимские стражи Тракайского замка нередко упоминаются гидами в качестве причины поселения караимов в Великом княжестве Литовском.
Начиная с советских времен, караимские авторы в Литве, при поддержке государства, продолжают развивать традицию, добавляя к ней новые детали и подробности. Так, например, в последнее время для обозначения военной службы на караимском стал использоваться неологизм «javanlychta», происходящий от караимского слова Йаван — грек, насмешливое название для христианина, чужеземного солдата, погромщика (др.-евр. יווני‬ — «грек», см. также Ханука). Отрицательный смысл в значении «солдат» был проигнорирован при возрождении караимского языка в первой половине XX века.
Некоторые литовские историки разделяют мнение караимских авторов .
Например, по мнению Гедре Мицкунайте:
Принадлежность  караимов военной профессии подтверждается топографическими данными: караимские поселения расположены в непосредственной близости от стратегически важных крепостей, формируя плотно заселённые кварталы.
Отсутствие сведений о военной профессии караимов в более
позднее время объясняется тем, что военная профессия потеряла свою важность и была заменена торговлей и научной деятельностью (ср. с литовскими татарами).
В 1997 году в Литве была выпущена сувенирная монета достоинством в 50 литов в честь 600-летнего юбилея поселения татар и караимов в Литве с изображением караимского воина, вооружённого сэнэком и калканом.
В последнее время и в Литве появились публикации, рассматривающие эту традицию с критической точки зрения.

### Причины

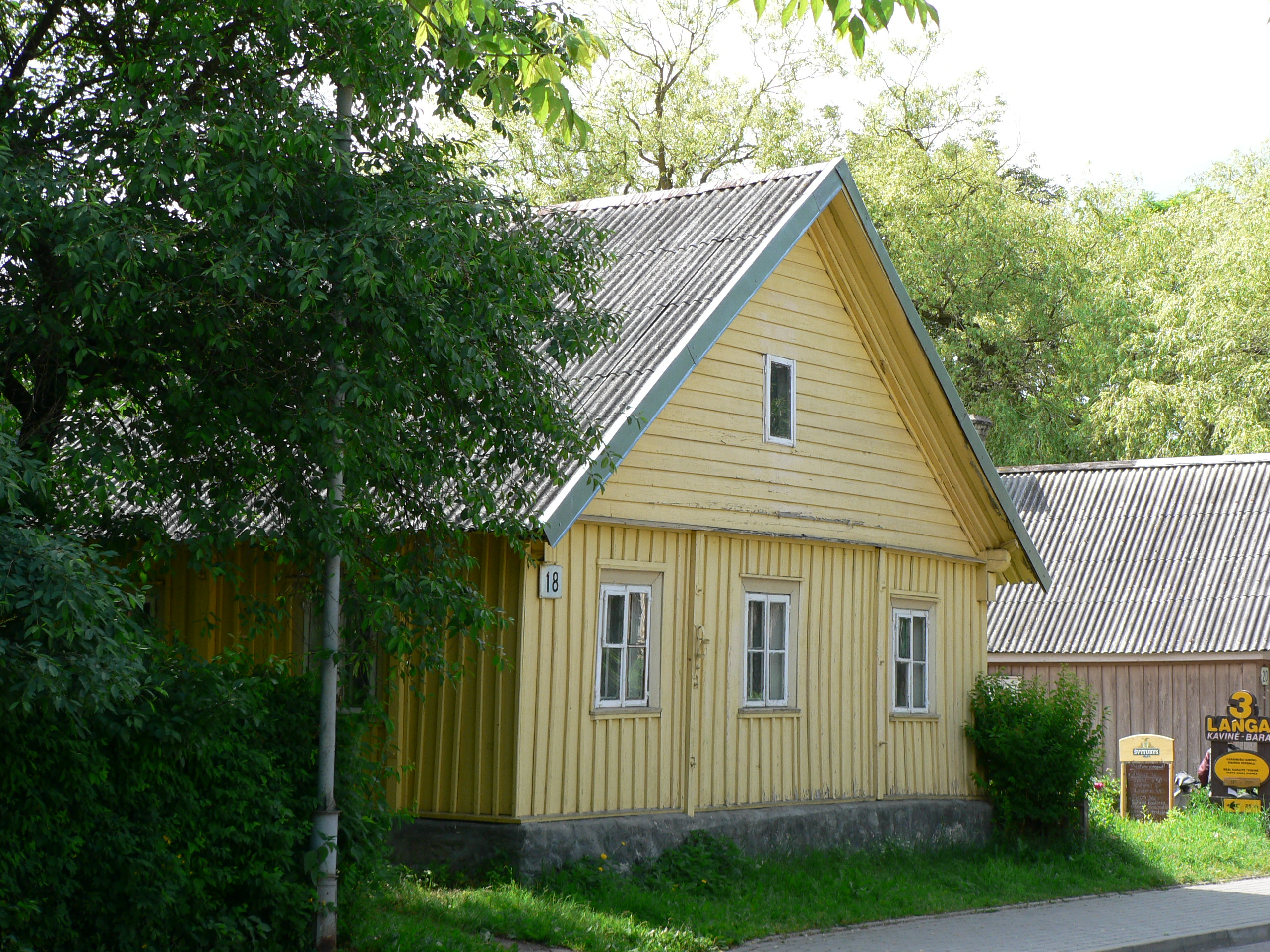
Типичный караимский дом в Тракае с тремя окнами: «одно — для Бога, одно — для семьи, одно — для великого князя литовского».

По мнению некоторых историков, распространению «милитаристской» мифологемы способствовали следующие факторы:
- Авторитет С. М. Шапшала, занимавшего научные должности в довоенной Польше и послевоенной Литве;
- Распространённость хазарской теории происхождения караимов среди восточноевропейских историков XIX—XX веков;
- Слабое развитие исследований по караимской тематике в Восточной Европе[43];
- Искусное подыгрывание караимских авторов польскому[47], литовскому[48] и украинскому[49] национализму.